# 터치스톤 텔레비전
터치스톤 텔레비전(영어: Touchstone Television)은 월트 디즈니 컴퍼니가 소유한 월트 디즈니 텔레비전의 자회사로, 미국의 텔레비전 제작사이다. 2014년 폭스 텔레비전 스튜디오와 폭스 21의 합병으로 폭스 21 텔레비전 스튜디오(Fox 21 Television Studios)라는 이름으로 설립되었으며, 디즈니가 21세기 폭스를 인수한 후 2020년에 현재 이름으로 바뀌었다.

## 같이 보기
- ABC 시그니처
- 터치스톤 픽처스
- 20세기 스튜디오